# Dove Valley
Dove Valley es un lugar designado por el censo ubicado en el condado de Arapahoe, Colorado, Estados Unidos. Según el censo de 2020, tiene una población de 5640 habitantes.
En este caso se trata de un suburbio de la zona metropolitana de Denver-Aurora-Lakewood, entre las ciudades de Centennial y Englewood.

## Geografía
Está ubicado en las coordenadas 39°34′31″N 104°49′51″O / 39.57528, -104.83083 (39.575159, -104.83084). Según la Oficina del Censo de los Estados Unidos, tiene una superficie total de 9.27 km², correspondientes en su totalidad a tierra firme.

## Demografía
Según el censo de 2020, hay 5640 personas residiendo en la zona. La densidad de población es de 608 hab./km². El 59.04% de los habitantes son blancos, el 10.28% son afroamericanos, el 0.83% son amerindios, el 10.44% son asiáticos, el 0.09% son isleños del Pacífico, el 5.14% son de otras razas y el 14.17% son de una mezcla de razas. Del total de la población, el 18.26% son hispanos o latinos de cualquier raza.